# María Vasco
María del Monte Vasco Pes Gallardo, španska atletinja, * 26. december 1975, Barcelona, Španija.
Nastopila je na poletnih olimpijskih igrah v letih 1996, 2000, 2004, 2008 in 2012, leta 2000 je dosegla bronasto medaljo mesto v hitri hoji na 20 km, ob tem je dosegla še peto, sedmo in deseto mesto. Na svetovnih prvenstvih je prav tako osvojila bronasto medaljo leta 2007.